# Clinolabus humeralis
Clinolabus humeralis is een keversoort uit de familie bladrolkevers (Attelabidae). De wetenschappelijke naam van de soort werd in 1825 gepubliceerd door Johann Christoph Friedrich Klug.